# Terres de rédemption
Les Terres de rédemption (en néerlandais : Redemptiedorpen) se composaient de huit villages, à savoir : Fallais, Fologne (Veulen), Hermalle, Hoepertingen, Mopertingen, Nederheim (aujourd'hui, Nerem), Paifve et Russon (Rutten).
Ces villages avaient été donnés par l'empereur Philippe à Henri Ier duc de Brabant en 1204, conjointement avec le comté de Vroenhoven et la partie de la ville de Maestricht qui appartenait encore à l'empire.
Le prince-évêque de Liège, Hugues de Pierrepont, et le comte de Looz, Louis II, jaloux de cette donation et ayant d'ailleurs des prétentions sur ces huit villages, déclarèrent la guerre au duc de Brabant. Mais ils furent bientôt forcés de demander la paix et de renoncer à toutes leurs prétentions. Ces villages restèrent ainsi réunis au Brabant et soumis à la juridiction de Maestricht.
Après la prise de Maestricht par les Hollandais en 1632, les nouveaux possesseurs de cette ville se mirent aussi en possession des terres de rédemption.
En 1673, lorsque le roi de France, Louis XIV, se fut emparé de Maestricht et menaçait les Provinces-Unies, les États-Généraux conclurent un traité avec le roi d'Espagne auquel ils promettaient, en reconnaissance des secours que l'Espagne leur accordaient, de céder Maestricht, le comté de Vroenhoven et les Terres de rédemption. Mais, après la paix de Nimègue de 1678, les Hollandais, rentrés en possession, refusèrent d'accomplir le traité de 1673 et retinrent les territoires promis à l'Espagne. Celle-ci protesta souvent contre la mauvaise foi hollandaise et, en 1784, l'empereur Joseph II, remplaçant les espagnols dans la possession des Pays-Bas, revendiqua les territoires promis en 1673. Par le traité signé à Fontainebleau, le 8 novembre 1785, la Hollande fut forcée de lui payer une somme de neuf millions, pour cession de ses droits.
Pendant que la Hollande et l'Espagne se disputaient la possession de ces huit villages, leurs habitants, pour échapper aux exactions des troupes, se soumirent à payer annuellement, à chacun de ces États, une contribution fixe, ce qui leur fit donner le nom de terres de rédemption : grâce à cette contribution, les habitants de ces villages jouissaient d'une certaine autonomie.